# Bill Apter
William Stanley Apter, meglio noto come Bill Apter (Bronx, New York, 22 ottobre 1945), è un giornalista e fotografo statunitense, specializzato in wrestling professionistico.
Ha collaborato con varie riviste durante gli anni settanta, ottanta e novanta, come la prestigiosa Pro Wrestling Illustrated. Queste riviste spesso riportavano il wrestling in kayfabe, concentrandosi sulle storyline e sugli angle piuttosto che riportare ciò che accadeva nel "dietro le quinte". Apter era così strettamente associato a questi giornali che questi erano spesso conosciuti come "Apter Mags". L'influenza di queste pubblicazioni nei giorni precedenti alla televisione via cavo e a internet era tale che ad Apter è stato attribuito il merito di aver lanciato le carriere di molti giovani lottatori che presentò sulle copertine delle riviste.
Nel 2011 è stato introdotto nella NWA Hall of Fame.

## Carriera

### Amicizia con Andy Kaufman
Apter era amico dell'attore comico Andy Kaufman. Kaufman era un grande appassionato di wrestling sin dall'infanzia e una sera fece visita a Apter nel suo appartamento di New York per discutere delle sue aspirazioni di salire su un ring come wrestler. Kaufman disse ad Apter del suo amore per questo sport e quanto ammirasse Buddy Rogers, che avrebbe voluto emulare. Apter restò colpito dalla sincera passione di Kaufman per il wrestling e lo mise in contatto con Jerry Lawler, che Apter pensava potesse aiutarlo ad introdursi nell'ambiente. Apter telefonò a Lawler all'una di notte e gli raccontò la storia di Kaufman. Inizialmente Lawler era scettico, trovando difficile credere che una celebrità come Andy Kaufman fosse seduta nell'appartamento di Apter all'una di notte, ma alla fine parlò con Kaufman al telefono per confermarlo e mettere insieme la loro ormai famosa storyline. La rivalità tra Kaufman e Lawler divenne una delle più memorabili degli anni ottanta nel wrestling professionistico ed ebbe anche risonanza mainstream, grazie al celebre confronto-scontro tra i due al Late Night with David Letterman nel 1982. Apter ha affermato che la rivalità tra Lawler e Kaufman, che ha offuscato il confine tra realtà e intrattenimento, "è stato l'inizio di quello che oggi conosciamo come sport d'intrattenimento."

## Vita privata
Nato nel South Bronx, Apter crebbe nel distretto di Queens a New York. Attualmente risiede nei sobborghi di Filadelfia con sua moglie, Andrea. I due sono sposati fin dal 1982 ed hanno avuto due figli. Insieme all'ex wrestler "Concrete Cowboy" Paul Swanger (alias "Paul Big Bear"), Apter canta e si esibisce in numeri comici in vari locali notturni. Al febbraio 2022, Apter lavorava come specialista per l'occupazione per Access Services/Altec, dove assiste le persone con disabilità a trovare un lavoro integrato di successo nella comunità. Apter è un volto abituale delle convention internazionali dei fan del wrestling negli Stati Uniti d'America, nel Regno Unito e in Germania.
Nel 2015 pubblicò la propria autobiografia intitolata Is Wrestling Fixed? I Didn't Know It Was Broken!, edita da ECW Press.

## Titoli e riconoscimenti
- George Tragos/Lou Thesz Professional Wrestling Hall of Fame
  - James C. Melby Award (2012)
- National Wrestling Alliance
  - NWA Hall of Fame (2011)[10]
- New England Pro Wrestling Hall of Fame
  - Classe del 2019
- St. Louis Wrestling Hall of Fame
  - Classe del 2015
- Pittsburgh Pro Wrestling Hall of Fame
  - Classe del 2017
- Pro Wrestling Illustrated
  - Stanley Weston Award (2022)
- Wrestling Observer Newsletter
  - Wrestling Observer Newsletter Hall of Fame (Classe del 2018)[11]
  - Nebraska Pro Wrestling Hall of Fame (Classe del 2022)